# Albie Sachs

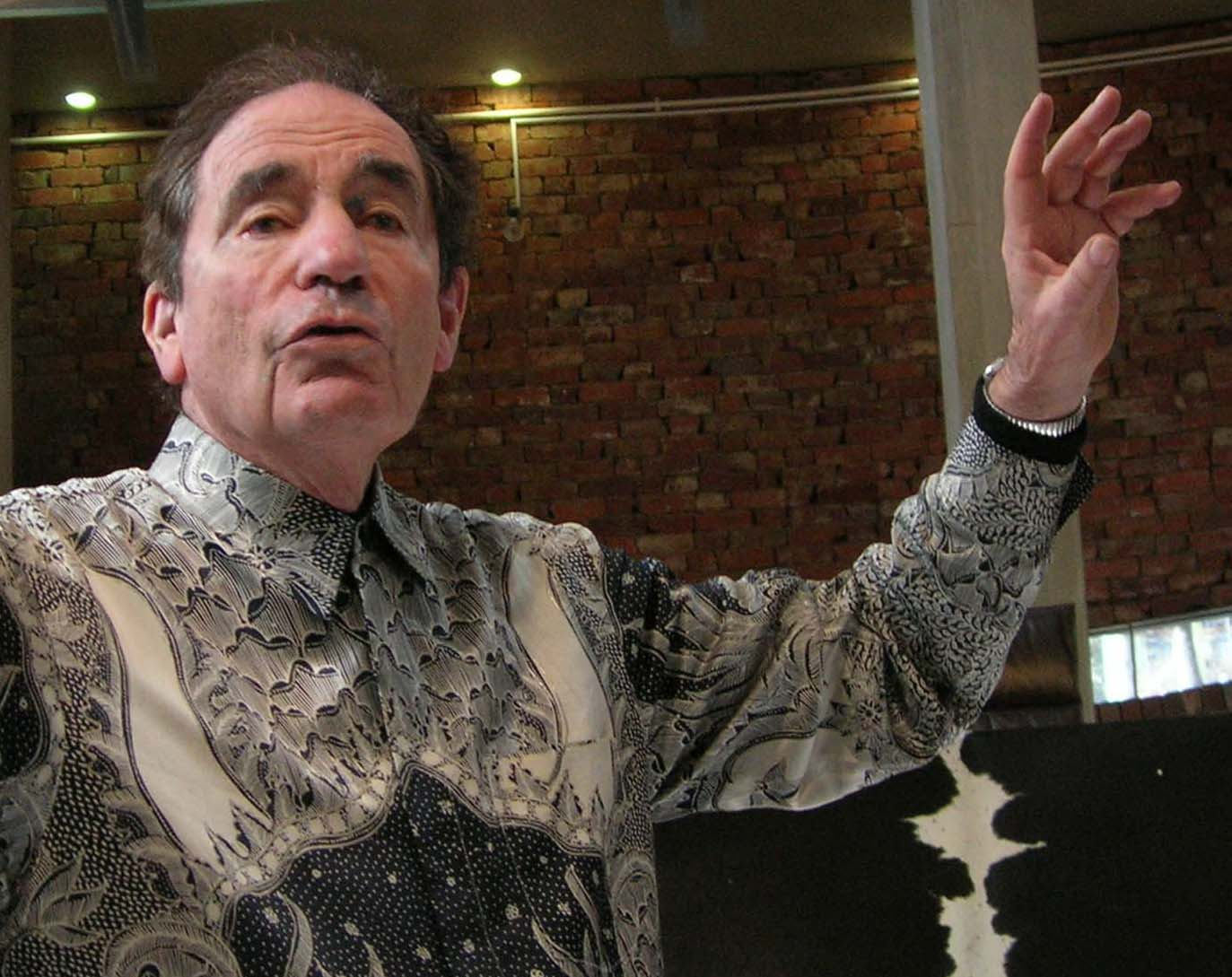
Albie Sachs 2009

Albert Louis „Albie“ Sachs (* 30. Januar 1935 in Johannesburg) ist ein südafrikanischer Jurist, ehemaliger Richter am Verfassungsgericht der Republik Südafrika und Anti-Apartheid-Aktivist.

## Jugend und Ausbildung
Sachs stammt aus einer jüdischen Familie, seine Eltern waren beide aus Litauen eingewandert. Sein Vater war der Sozialist und Gewerkschaftsführer Emil Solomon „Solly“ Sachs (1900–1976). Seine Mutter Ray Ginsberg war gelernte Stenographin. Sie brachte dem späteren SACP-Führungsmitglied Moses Kotane in der Abendschule Lesen und Schreiben bei und arbeitete in der Folge als seine Sekretärin. 1942 ließen sich seine Eltern scheiden und er wuchs bei seiner Mutter in Kapstadt auf. Sein Vater heiratete erneut, aus dieser Ehe hat Sachs einen Halbbruder und einen Pflegebruder.
Obwohl er immer Arzt hatte werden wollen, entschied er sich nach seinem Schulabschluss mit 15 Jahren, an der University of Cape Town Jura zu studieren und sich auf Menschenrechte zu spezialisieren. Er schloss sein Studium mit 21 Jahren ab.

## Aktivismus
Bereits sein Elternhaus weckte in ihm politisches Interesse, beide Eltern hatten der kommunistischen Jugendbewegung angehört und engagierten sich politisch. Sein Vater wurde verhaftet und verurteilt und floh deshalb 1953 nach England. An der Universität stand Sachs der Bewegung Modern Youth Society nahe, die für Meinungsfreiheit und eine gleichberechtigte Gesellschaft ohne Rassenschranken eintrat. Er nahm 1952 an der Defiance of Unjust Laws Campaign teil, die mit zivilem Ungehorsam gegen die Apartheid protestierte. Er wurde festgenommen, weil er im Postamt in dem für „Nicht-Weiße“ reservierten Bereich Platz genommen hatte. Da er erst 17 Jahre alt war, wurde er sofort wieder freigelassen.
Nach dem Abschluss seines Studiums praktizierte er als Anwalt. Er verteidigte in erster Linie Schwarze, aber auch weiße Apartheidsgegner. Vielen von ihnen drohte die Todesstrafe. Er selbst musste Repressionen hinnehmen, sein Büro wurde durchsucht und seine Bewegungsfreiheit eingeschränkt. Im Jahre 1963 schließlich wurde er aufgrund eines neuen Gesetzes verhaftet. Der General Law Amendment Act, Act No 37/1963, der 90-Day Detention Act, erlaubte es, politische Gegner ohne Anklage 90 Tage lang zu inhaftieren. Er verbrachte diese 90 Tage in Isolationshaft ohne Kontakt zur Außenwelt und ohne mit einem Anwalt reden zu dürfen. Am Tag seiner Entlassung wurde er sofort wieder verhaftet und musste für weitere 78 Tage in Haft. Bereits vor seiner Entlassung erließ man gegen ihn auf der Basis des Suppression of Communism Act eine Bannungsanordnung, nach der er weder öffentlich Reden halten, Texte publizieren oder sich mit mehr als einer Person auf einmal treffen durfte.
Zwei Jahre später wurde er erneut verhaftet, die Dauer einer Haft ohne Anklage war in der Zwischenzeit auf 180 Tage verdoppelt worden. Agenten der südafrikanischen Staatssicherheit verhörten ihn und folterten ihn mit Schlafentzug. Nachdem er wieder freigelassen worden war, beantragte er eine Ausreisegenehmigung und bekam sie gewährt unter der Bedingung, dass er nie wieder nach Südafrika zurückkehren würde.

## Exil
1966 ging Sachs ins Exil nach London. Mit Hilfe eines Stipendiums promovierte er in Jura an der University of Sussex. Seine Doktorarbeit (Ph.D.) beschäftigte sich mit der Diskrepanz zwischen den Prinzipien des südafrikanischen Rechts und dessen praktischer Anwendung. Er arbeitete zwischen 1970 und 1977 als Dozent für Recht an der University of Southampton. Zwischenzeitlich unternahm er Vortragsreisen zur Unterstützung des ANC.
Nach elf Jahren in England, wo er sich nie heimisch fühlte, entschied er sich 1977 zur Rückkehr nach Afrika. Er sah für sich in Südafrikas Nachbarstaat Mosambik, der zwei Jahre zuvor seine Unabhängigkeit von Portugal erreicht hatte, eine neue Basis seines Wirkens. Hier konzentrierte er sich auf Lehrthemen im Familienrecht und trat eine Professur für Recht an der Eduardo-Mondlane-Universität in Mosambiks Hauptstadt Maputo an. Ferner übernahm er in der Funktion als Direktor eine Forschungsstelle im Justizministerium Mosambiks.
Viele ANC-Mitglieder gingen ins nahe Mosambik und nach Tansania ins Exil, und in den folgenden Jahren arbeitete Sachs eng mit Oliver Tambo zusammen.
Das förderte auch die Aufmerksamkeit der damaligen südafrikanischen Sicherheitsstrukturen. Agenten des Militärgeheimdienstes unter dem Kommando von Henri van der Westhuizen versuchten bereits 1987 ein Attentat. Später versteckten sie in Maputo eine Bombe in Sachs’ geparktem Wagen, die am 7. April 1988 explodierte, als er ihn aufschloss. Er überlebte die Explosion nur knapp, verlor seinen rechten Arm und erblindete auf einem Auge. Ein unbeteiligter Passant starb am Attentatsort. Die Bombe war als Schrapnell konstruiert, so dass sie mehrere innere Verwundungen erzeugte. Mit dem Buch The Soft Vengeance of a Freedom Fighter beschrieb Sachs dieses Erlebnis und die persönliche Verarbeitung während der Genesung. Dieser Anschlag bewog ihn zur vorläufigen Rückkehr nach London.
Bereits während seiner Genesung arbeitete er an einem Entwurf, wie die südafrikanische Gesellschaft nach dem Ende der Apartheid seiner Ansicht nach gestaltet werden sollte. Im Jahre 1990, nach der Legalisierung des ANC und der Freilassung Nelson Mandelas, kehrte er nach Südafrika zurück.

## Richter
Sachs wurde ins Komitee berufen, das eine neue Verfassung entwerfen sollte. Er setzte sich für die Aufnahme einer Bill of Rights und einer unabhängigen Justiz in die Verfassung ein, außerdem für die Aufnahme grundlegender Rechte wie das auf Unterkunft, Gesundheitsfürsorge und eine saubere Umwelt. Nach den ersten freien Wahlen 1994 ernannte ihn der neue Präsident Mandela zu einem der elf Richter am neu geschaffenen Verfassungsgericht.
In seiner Amtszeit hob das Verfassungsgericht die Todesstrafe auf und legalisierte Homosexualität. 2002 wandte sich das Gericht in einem viel beachteten Urteil gegen den Kurs der Regierung von Thabo Mbeki und zwang sie, den Verkauf von antiretroviralen Medikamenten zur Behandlung von AIDS freizugeben, die zuvor geächtet gewesen waren. Sachs verfasste 2005 die Urteilsbegründung, die gleichgeschlechtliche Ehen in Südafrika möglich machte. Seine Amtszeit endete im Oktober 2009.

## Autor
Neben seiner Tätigkeit als Jurist und Aktivist ist Sachs auch ein bekannter Autor. Während seines Exils in London schrieb er The Jail Diary of Albie Sachs über seine Zeit in südafrikanischer Haft. Das Buch wurde für die Theaterbühne adaptiert und 1981 von der BBC verfilmt. Auf Basis seiner Doktorarbeit verfasste er 1973 Justice in South Africa über das südafrikanische Rechtssystem. Gemeinsam mit Joan Hoff Wilson beschäftigte er sich in Sexism and the Law mit dem latenten Sexismus im britischen und amerikanischen Rechtssystem. Für Soft Vengeance of a Freedom Fighter erhielt er 1991 den Alan Paton Award. Darin setzt er sich mit dem auf ihn verübten Attentat auseinander und mit der „sanften Rache“, die er an den Tätern nahm, indem er mithalf, Südafrika eine auf Menschenrechten basierende Verfassung und ein faires Rechtssystem zu geben. 2010 gewann er den Alan Paton Award ein zweites Mal, für sein Buch The Strange Alchemy of Life and Law.

## Kunstsammler

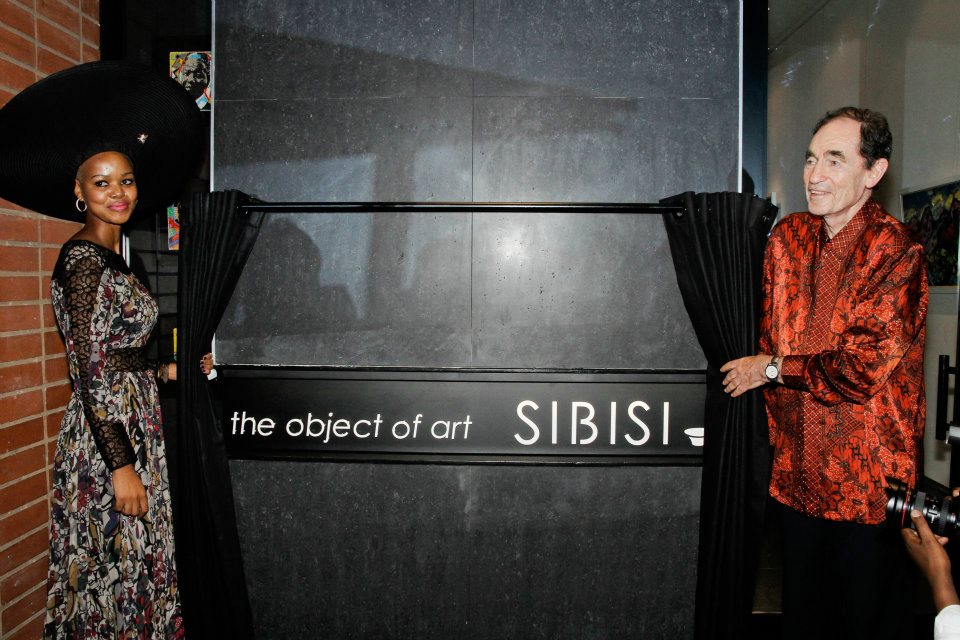
Thandi Sibisi und Albie Sachs. Einweihung der Sibisi Gallery

Bereits 1945, sieben Jahre bevor sich Albie Sachs dem Befreiungskampf im Südafrika der Apartheid anschloss, war sein Interesse an der Kunst geweckt. Bilder einer befreundeten Künstlerin seiner Mutter schmückten die Wände seines Elternhauses. Trotz der zunehmenden politischen Unruhen im Land, die ihn ins Visier der Sicherheitsbehörden und in Einzelhaft brachten, ließ Sachs’ Interesse an der Kunst nicht nach. 1966 ging er ins Exil: zunächst für etwas mehr als ein Jahrzehnt nach England, wo er Jura studierte und lehrte, später nach Mosambik.
Im Exil widmete er sich intensiv der Kunst. Sachs erwarb einige seiner wertvollsten Kunstwerke außerhalb Südafrikas und freundete sich mit legendären Künstlern wie Dumile Feni an. Hier manifestierte sich seine Wertschätzung für die Kunst. Sachs wurde gebeten, an der Entwicklung der architektonischen und künstlerischen Vision für das Verfassungsgericht auf dem Constitution Hill in Johannesburg mitzuwirken. Albie Sachs stiftete dem Gerichtshof auch einen großen Teil seiner persönlichen Kunstsammlung.

## Auszeichnungen
- 2006: Order of Luthuli in Silber[6]
- 2014: Tang Prize
- 2014: Ehrendoktorwürde der University of Cambridge[7]
- 2015: Benennung eines Asteroiden nach ihm: (175419) Albiesachs
- 2021: Verleihung des Verdienstordens Officier de la Légion d’honneur der Republik Frankreich (18. November) durch den französischen Botschafter auf dem Constitutional Hill in Johannesburg.[8]

## Privatleben
Sachs heiratete 1966 in London seine ehemalige Klientin und politische Aktivistin Stephanie Kemp, die ihm nach dem eigenen Gefängnisaufenthalt ins Exil nach London gefolgt war. Sie haben zwei gemeinsame Söhne. Die Ehe endete 1977. Seit 2006 ist er in zweiter Ehe mit der Architektin Vanessa September verheiratet, mit der er einen weiteren Sohn hat.

## Werke
- The Jail Diary of Albie Sachs. Harvill Press Ltd, 1966.
- South Africa: Violence of Apartheid. Christian Action, 1969.
- Justice in South Africa. Chatto, 1973.
- Sexism and the Law: A Study of Male Beliefs and Judicial Bias in Britain and America. Martin Robertson & Co Ltd, 1978. (mit Joan Hoff Wilson)
- Soft Vengeance of a Freedom Fighter. Grafton, 1990. (deutsch: Sanfte Rache: der Überlebensbericht des südafrikanischen Bürgerrechtlers Albie Sachs. Luchterhand, 1991.)
- Running to Maputo. Harpercollins, 1990.
- Liberating the Law: Creating Popular Justice in Mozambique. Zed Books Ltd., 1990.
- The Free Diary of Albie Sachs. Random House, 2004.
- The Strange Alchemy of Life and Law. Oxford University Press, 2009.